# DO or NOT
《DO or NOT》은 대한민국의 보이 그룹 펜타곤의 열한 번째 미니 음반《LOVE or TAKE》의 타이틀 곡이다.
1. ↑  중국어와 영어로 된 버전도 있다.